# Kisiljevo
Kisiljevo (cyr. Кисиљево) – wieś w Serbii, w okręgu braniczewskim, w gminie Veliko Gradište. W 2011 roku liczyła 552 mieszkańców.